# Ramousies
Ramousies település Franciaországban, Nord megyében. Lakosainak száma 224 fő (2022. január 1.). Ramousies Felleries, Sémeries, Liessies és Sains-du-Nord községekkel határos.

## Népesség
A település népessége az elmúlt években az alábbi módon változott:
| Lakosok száma | 234  | 229  | 231  | 228  | 228  | 228  | 227  | 227  | 224  |
|               | 2013 | 2015 | 2016 | 2017 | 2018 | 2019 | 2020 | 2021 | 2022 |